# Amazin'
Albums de Trina
Still da Baddest
(2008)
Singles
1. That's My Attitude
Sortie : 24 décembre 2009
2. Million Dollar Girl
Sortie : 12 janvier 2010
3. Always
Sortie : 20 avril 2010
4. White Girl
Sortie : 29 juin 2010

Amazin' est le cinquième album studio de Trina, sorti le 4 mai 2010.
L'album s'est classé 1er au Top Independent Albums, 2e au Top Rap Albums, 4e au Top R&B/Hip-Hop Albums et 13e au Billboard 200

## Liste des titres
| No  | Titre | Contient un (des) sample(s) de            | Durée |
| --- | --- | ----------------------------------------- | ----- |
| 1.  | Amazin' (Produit par Young Yonny)                                                                                      |                                           | 3:10  |
| 2.  | That's My Attitude (Produit par Schife et OhZee)                                                                       |                                           | 3:41  |
| 3.  | Million Dollar Girl (featuring Keri Hilson et Diddy – Produit par CP Hollywood, KParn et The Monsters & The Strangerz) |                                           | 4:02  |
| 4.  | On da Hush (featuring Shonie – Produit par J.R. Rotem)                                                                 |                                           | 3:51  |
| 5.  | Dang a Lang (featuring Nicki Minaj et Lady Saw – Produit par DJ Frank E et DJ KeyOne)                                  |                                           | 4:39  |
| 6.  | I Want It All (featuring Monica – Produit par Hitsquad)                                                                |                                           | 4:04  |
| 7.  | White Girl (featuring Flo Rida et Git Fresh – Produit par Blackout Movement)                                           |                                           | 3:27  |
| 8.  | My Bitches (Produit par Schife et OhZee)                                                                               |                                           | 2:59  |
| 9.  | By Myself (Produit par J.U.S.T.I.C.E. League)                                                                          |                                           | 3:08  |
| 10. | Always (featuring Monica – Produit par Bigg D et Lamb)                                                                 | I Will Always Be There for You d'Anquette | 3:54  |
| 11. | Currency (featuring Lil Wayne et Rick Ross – Produit par Young Yonny)                                                  |                                           | 3:33  |
| 12. | Make Way (featuring Lyfe Jennings – Produit par Maxwell Smart et Cozmo)                                                |                                           | 3:53  |
| 13. | Let Dem Hoes Fight (featuring Kalenna Harper – Produit par Jim Jonsin et Lady Gaga)                                    |                                           | 3:45  |
| 14. | Showing Out (featuring Trey Songz – Produit par CP Hollywood, KParn et The Monsters & The Strangerz)                   |                                           | 4:38  |
| 15. | Capricorn (featuring Shonie – Produit par DVS)                                                                         |                                           | 3:49  |

| 16. | Gucci Shoe Shoppin' (Produit par GoodWill & MGI) | 3:37 |